# Schüler- und Studentenproteste in Chile 2011–2012

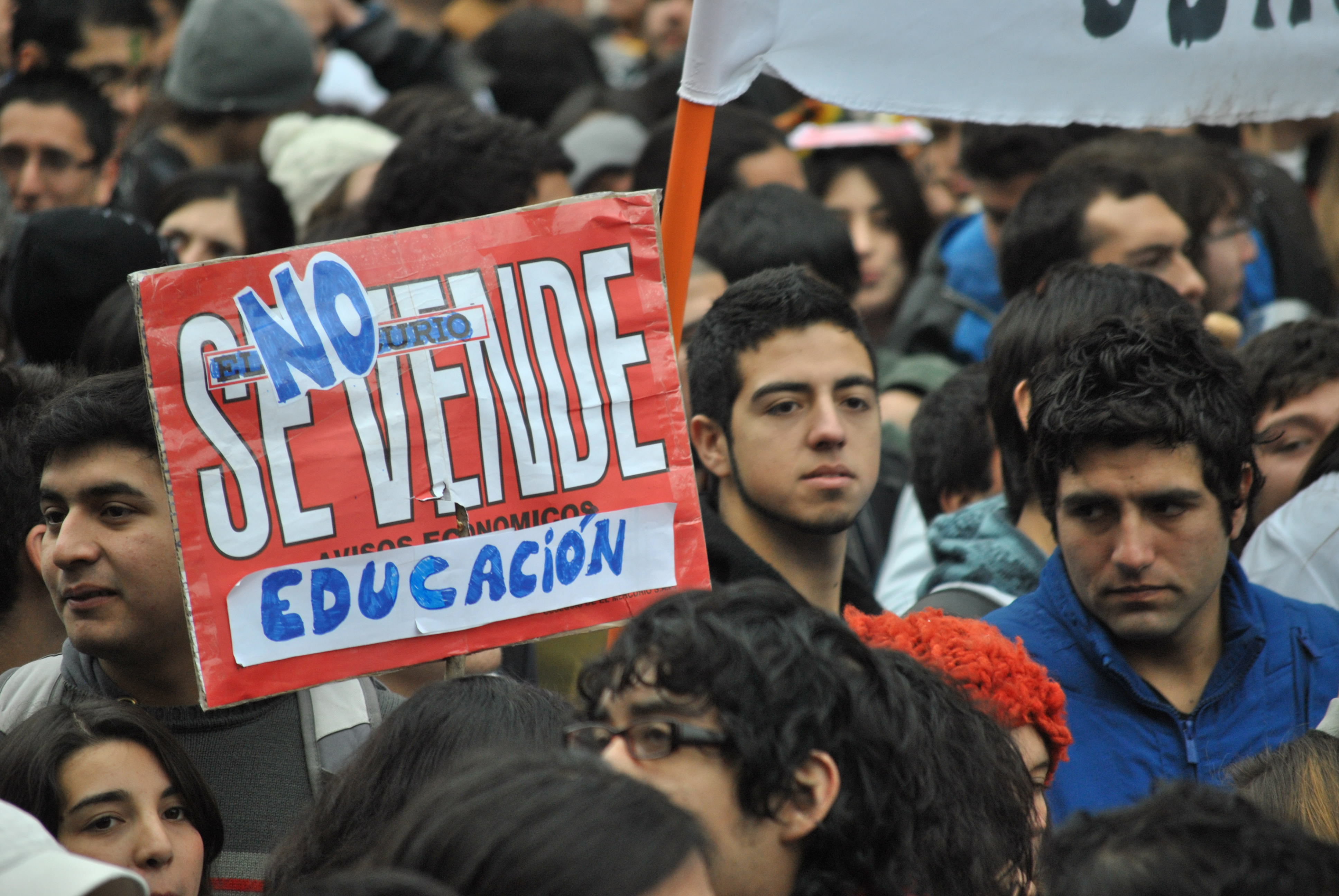
„Bildung ist keine Ware“ war eines der zentralen Mottos des Aufstandes in Chile 2011

Bei den Schüler- und Studentenprotesten in Chile im Jahr 2011 und im Jahr 2012, an denen sich zeitweise auch Gewerkschaften des produzierenden Gewerbes beteiligten, wurden umfassende Reformen im Bildungssystem des Landes gefordert. Es waren die größten Proteste in Chile seit der Rückkehr zur Demokratie im Jahre 1989. Die Bewegung wurde vor allem von Studentenverbänden organisiert, jedoch nahmen zeitweise auch Lehrer, Hochschulprofessoren und Eltern teil.
Die ersten Proteste fanden Ende April und Anfang Mai in einigen Universitäten des Landes statt. Zum ersten nationalweiten Protestmarsch am 12. Mai 2011 rief das Bündnis von Studentenorganisationen mehrerer Universitäten Confech auf. Im Juni und im Juli 2011 begann die Anzahl von protestierenden Schülern und Studenten erheblich anzusteigen. Zum Protestmarsch am 9. August 2011 riefen auch andere Verbände, vor allem die wichtigste Gewerkschaft des Landes (Central Unica de Trabajadores – CUT), auf. Gegen Ende des Jahres 2011 ebbten die Proteste ab. Die letzten fanden im November 2011 statt.

## Hintergrund
In den letzten 20 Jahren wurden viele Bereiche, die ehemals vom chilenischen Staat wahrgenommen wurden, privatisiert, auch drei Viertel der Hochschulausbildung in Chile wurden in den letzten 20 Jahren privatisiert. Nur 45 Prozent der Gymnasiasten in Chile besuchen eine öffentliche Schule, weil das Bildungssystem weitgehend privat organisiert ist. Der chilenische Staat investiert umgerechnet rund 800 US-Dollar pro Student im Jahr in das Bildungssystem (Stand 2011).
70 Prozent der Studierenden müssen private oder staatliche Kredite aufnehmen, um ihre Ausbildung zu finanzieren. Deshalb beginnen die meisten das Berufsleben mit hohen Schulden. Da viele der ärmeren Studierenden zuvor die billigeren und schlechter ausgestatteten öffentlichen Schulen besucht haben, sind deren Chancen für eine Aufnahme bei den begehrten staatlichen Universitäten gering und so müssen sie oft an den teureren Privat-Universitäten immatrikulieren. Die Entscheidung Schulen in den Kommunen zu finanzieren geht noch auf die Zeit der Diktatur Pinochets zurück, so unterscheidet sich die Qualität der Ausbildung stark. Im Durchschnitt sei ein Chilene mit dem 22,4-fachen seines Monatslohns verschuldet, sagt der chilenische Gewerkschafter Iván Saldías der deutschen Zeitung Jungle World. Im Jahr des Aufstands verzeichnete Chile ein Wirtschaftswachstum von sechs Prozent.

### „Pinguin-Proteste“ 2006

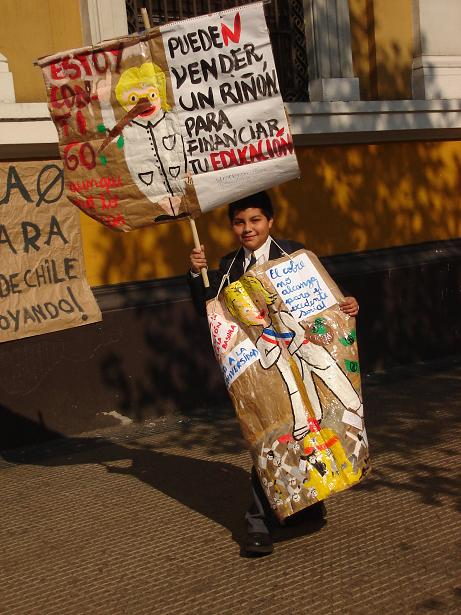
Ein Schüler parodiert im Jahr 2006 die damalige Präsidentin Bachelet. Auf dem oberen Schild sagt die Präsidentin: „Ich bin mit dir“ (Bachelets Wahlkampf-Slogan) auf der linken Seite. Auf der rechten Seite steht: „Du kannst deine Niere verkaufen, um mich zu bezahlen“.

Bereits 2006 kam es zu Protesten von Sekundarschülerinnen und Sekundarschülern. Angelehnt an die schwarz-weißen Schuluniform wurden die Proteste als Revolución pingüina, dt. etwa Pinguinrevolution bekannt. Sie begannen Ende April in Santiago de Chile und breitete sich immer weiter aus, weil die Regierung nicht auf die Forderungen reagierte. Am 19. Mai wurden erste Schulen besetzt. Den Höhepunkt erreichte der Protest am 30. Mai, als bei einem landesweiten Bildungsstreik knapp 800.000 junge Menschen auf der Straße waren. In Santiago kam es zu Ausschreitungen, die Polizei nahm 700 Schülerinnen und Schüler gewaltsam fest. Das koordinierende Gremium Asamblea Coordinadora de Estudiantes Secundarios ACES stellte der Regierung ein Ultimatum und drohte mit einem Generalstreik.
Präsidentin Michelle Bachelet verkündete am 2. Juni im Fernsehen Zugeständnisse, etwa mehr Stipendien für die Hochschulzulassungen (PSU) und eine verbilligte Nutzung des öffentlichen Nahverkehrs. Die ACES lehnte dies als unzureichend ab und rief für den 5. Juni erneut zum Streik auf. Danach kündigte die Präsidentin an, einen neuen Beirat (Consejo Asesor Presidencial para la Calidad de la Educación) einzurichten, der Probleme im Bildungssystem identifizieren sollte. Am 9. Juni erklärte die ACES den Streik für beendet, weil die Besetzungen anstrengend gewesen seien. Gleichzeitig erklärte sie, den Druck weiter aufrechterhalten zu wollen.
Teile der Protestbewegung waren mit der Arbeit im Beirat und dem Reformtempo unzufrieden. Sie riefen zu weiteren Demonstrationen auf, bei denen es im August auch wieder zu Ausschreitungen kam. Ein Bündnis aus dem Bildungsbereich, aber auch aus Gesundheitsberufen und der öffentlichen Verwaltung veranstaltete am 28. September einen landesweiten „Sozialstreik“.

## Forderungen und Organisation
Begonnen hatte der Protest mit der Unzufriedenheit über das privatisierte Bildungssystem in Chile. Jedoch stellten die Studenten ihre Forderungen schnell in den Kontext der zunehmenden „Neoliberalisierung Lateinamerikas“. Soziale Missstände und Ungerechtigkeiten spielten eine wichtige Rolle bei den Forderungen und Protesten. Die Radikalität und Beharrlichkeit der Proteste, die 80 Prozent der chilenischen Bevölkerung unterstützen, war nach Angaben von Gewerkschaftern darauf zurückzuführen, dass es nicht nur um das Recht auf ein kostenloses Studium ging, sondern ein Protest gegen die prekären Arbeits- und Lebensbedingungen insgesamt war. Die horizontale Organisation der Protestbewegung und ihre Kompromisslosigkeit unterstützten viele gesellschaftliche Gruppen. Paul Flor, internationaler Sekretär der chilenischen Studierendenföderation Confech sagte zu den Gründen des Aufstands gegenüber der Zeitung El Ciudadano: „Die Privatisierung der Bildung auf kontinentaler Ebene wird heute von der Weltbank und der OECD vorangetrieben. Wir glauben, dass das kapitalistische System in einer Krise steckt, deshalb müssen wir das Öffentliche in unseren Universitäten und unseren Leben zurückgewinnen.“

### Confech

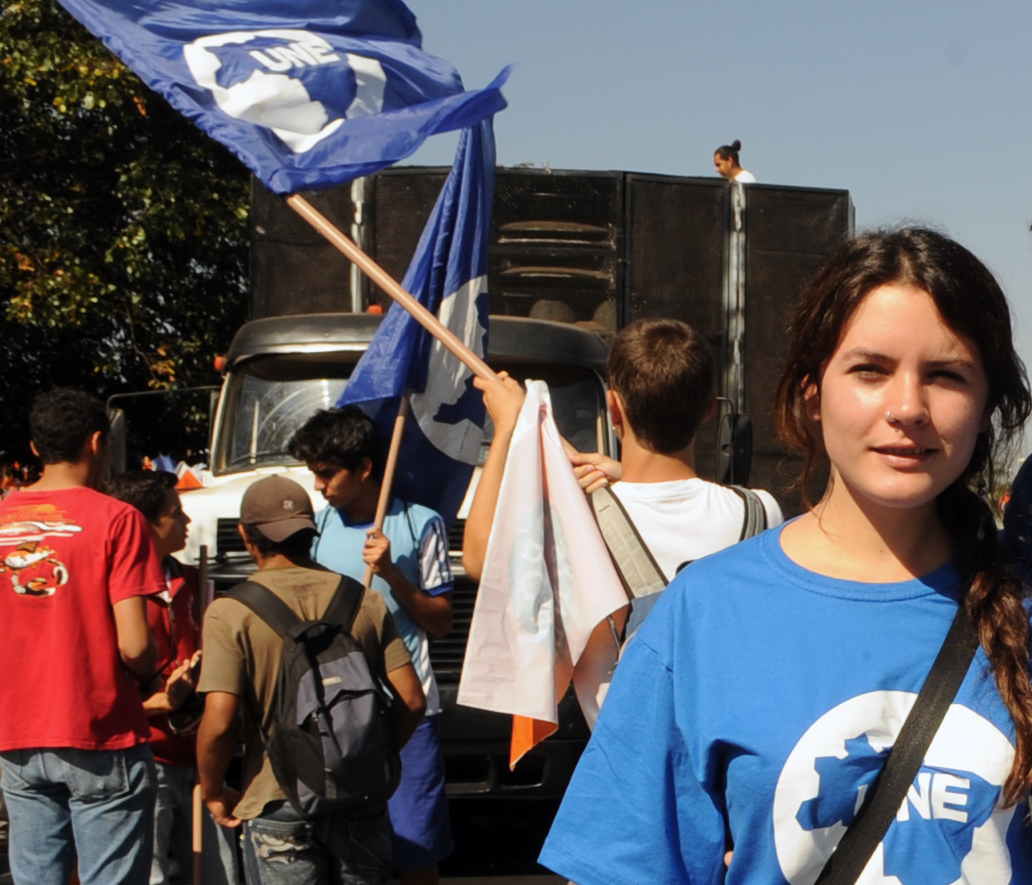
Camila Vallejo bei Protesten im August 2011 in Brasilia

Die Konföderation Chilenischer Studenten (Confederación de Estudiantes de Chile, CONFECH) ist die nationale Studentenorganisation Chiles. Sie vereinigt die meisten Studentenorganisationen von staatlichen, privaten und indigenen Universitäten in Chile. Zum Symbol der Proteste der chilenischen Studenten auf der ganzen Welt wurde die damalige Geographiestudentin Camila Vallejo von der Universidad de Chile. Sie war Anführerin der Studentenbewegung und Vertreterin der Studierenden bei den Verhandlungen mit der Regierung. 2011 war Vallejo Präsidentin der Federación de Estudiantes de la Universidad de Chile (FECh) (Studentenvereinigung der Universität von Chile) und eine der Sprecherinnen der Confederación de Estudiantes de Chile (Confech) (Verband der Studierenden der traditionellen Universitäten Chiles) des Juventudes Comunistas de Chile (Jugendverband der Kommunistischen Partei Chiles).

## Schülerproteste
Schüler vieler staatlicher Schulen schlossen sich den protestierenden Studenten an. Ende August 2011 beendeten sechs Schüler nach 37 Tagen ihren Hungerstreik. Von der „Deutschen Schule“ im nördlichen Arica wurde eine Schülerin der Schule verwiesen, weil sie sich an den Protesten beteiligte. Nach Protesten an der Schule ließ der Schuldirektor Juan Osorio zwei Mannschaftswagen der Polizei kommen und nach der Räumung der Schule wurden 17 Schüler festgenommen.
Die Regierung startete eine Initiative Verpasse nicht das Schuljahr, mit dem sie die Schüler aufforderte, dem Unterricht nicht fernzubleiben. Da ein durch die Streiks verlängerter Schulabschluss den jeweiligen Schüler privat mehr Geld kostet, versuchte die Regierung auf diesem Weg die Proteste zu untergraben.

## Studentenproteste

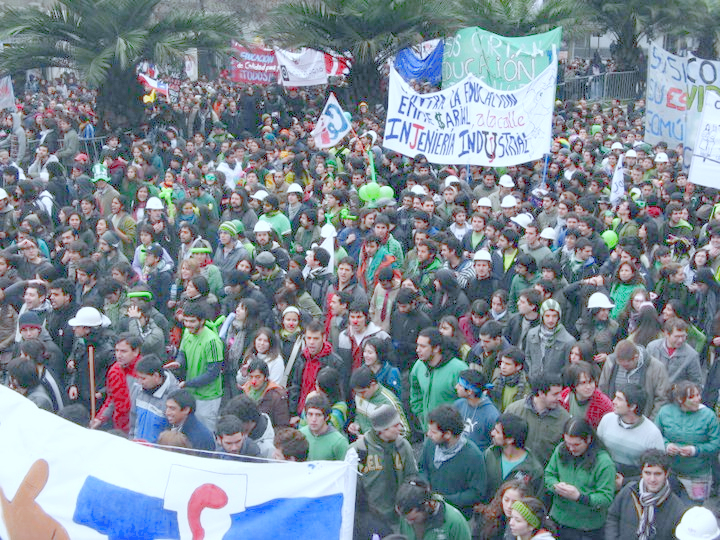
Protestierende Studierende der Mathematischen Fakultät der Universidad de Chile

In Santiago de Chile und vielen weiteren größeren Städten Chiles gingen ab Ende Mai 2011 hunderttausende Studenten auf die Straße, um gegen die soziale Lage in Chile und das Bildungssystem zu protestieren. Sie forderten kostenlose Bildung und besseren Unterricht an staatlichen Schulen und Universitäten. Während der Proteste versammelten sich Hunderte von Studenten jeden Morgen an der Escuela del Derecho der Universidad de Chile. 250.000 Studenten boykottierten über fünf Monate lang die Vorlesungen verschiedener Universitäten in ganz Chile. Nachdem die Umfragewerte von Präsident Pinera auf 26 Prozent (chilenisches Meinungsforschungsinstitut Centro de Estudios Públicos) gesunken waren, ließ sich die Regierung auf Verhandlungen mit einer Abordnung der Confech ein. In Santiago protestierten im Oktober 2011 noch zehntausende Studenten, obwohl die Regierung Kundgebungen untersagt hatte.

### Gewalt bei den Protesten
Die Proteste verliefen bis Ende August 2011 weitgehend friedlich. Ab August kam es immer wieder bei Großdemonstrationen zu Übergriffen durch gewaltbereiten Demonstranten und Sicherheitskräften. Demonstranten bauten Barrikaden, zündeten Autos an, warfen mit Steinen, und die Polizei setzte teilweise massiv Tränengas und Wasserwerfer ein. Die wichtigsten Straßen in Santiago de Chile waren über Wochen blockiert. Die Masse der Demonstranten blieb friedlich. Von Regierungsseite wurden die Proteste regelmäßig verboten, was laut der Wochenzeitung Die Zeit stets „Garantie dafür war, dass es zu zahlreichen Festnahmen und polizeilicher Gewalt gegen friedliche Demonstranten kam.“ Bis August 2011 wurden insgesamt rund 1400 Personen festgenommen. Im Oktober 2011 wurden in Santiago nach Behördenauskunft 132 Menschen verhaftet und mindestens 30 Menschen verletzt.
Im August 2011 schoss die Polizei erstmals in der Hafenstadt Valparaíso mit scharfer Munition auf Studierende. Im gleichen Monat wurden geheime Waffenlieferungen an die Armee bekannt. Der rechtsgerichtete Bürgermeister von Santiago de Chile forderte, die Armee gegen Demonstranten einzusetzen.

### Besetzung des Bildungsministeriums
Der 16-jährige Manuel Gutiérrez wurde am 26. August 2011 von Polizisten erschossen. Der Jugendliche starb im Stadtteil Macúl der Hauptstadt Santiago de Chile durch einen Schuss in die Brust.
Am 30. August 2011 gelang es den protestierenden Studenten und Schülern zwei Stunden lang das Bildungsministerium zu besetzen. Rund 50 Jugendliche drangen bis ins Büro des Ministers Felipe Bulnes vor, der nicht anwesend war. Die Studenten brachen nach Angaben des Ministeriums Türen auf und schlugen Fensterscheiben ein. Die Delegation forderte den Rücktritt von Innenminister Rodrigo Hinzpeter, den sie für den Tod von Manuel Gutiérrez verantwortlich machten. Die Polizei räumte das Gebäude anschließend friedlich.

### Neue Protestformen
Neben der Besetzung ihrer Schulen und Fakultäten versuchten die Studenten, mit kreativen Aktionen Aufmerksamkeit zu erzeugen. So führten Studenten vor dem Präsidentenpalast das Lied Thriller von Michael Jackson auf. Studenten veranstalteten auch eine Wasserschlacht oder einen Massen-Küss-Marathon. Als der Bildungsminister ankündigte, die Winterferien vorzulegen, um die Proteste zu zerstreuen, breiteten mehrere hundert Studenten ihre Handtücher auf der zentralen Plaza de Armas in Santiago de Chile aus und imitierten einen Badestrand.

## Arbeiterproteste
Viele Gewerkschaften solidarisierten sich mit den streikenden Studierenden und Schülern. Am 24. und 25. August 2011 folgten hunderttausende Menschen dem Aufruf des Gewerkschaftsverbandes CUT sowie von über 80 weiteren Organisationen zu einem landesweiten Streik. Angestellte des öffentlichen Dienstes, Mitarbeiter aus dem Gesundheitssystem, Kupferarbeiter, Busfahrer, Studierende, Schüler, Lehrer, Universitätsangestellte und andere gingen in ganz Chile auf die Straße. Insgesamt beteiligten sich nach Angaben der Gewerkschaft über 600.000 Menschen an den Aktionen. Die Proteste waren vielfältig und dezentral. Geschlossene Behörden, Menschenketten und unzählige Märsche gab es nicht nur in der Hauptstadt, sondern in vielen Landesteilen. In der südlichen Hafenstadt Puerto Montt protestierten 20.000 Menschen, 70 Schiffe formierten sich zu einer Demonstration im Hafen.
Insbesondere am ersten Streiktag kam es zu Auseinandersetzungen zwischen Demonstranten und der militarisierten Polizei (Carabineros). Es wurde massiv Tränengas und Polizeigewalt eingesetzt. Nach Regierungsangaben wurden am ersten Tag 348 Menschen verhaftet. Der Aufruf zum zweitägigen Ausstand hatte der Gewerkschaftsverband CUT mit grundsätzlichen Forderungen nach sozialer Gerechtigkeit begründet. Es ging beispielsweise um die höhere Besteuerung von Unternehmen und Reichen, die Ausarbeitung eines neuen Arbeitsgesetzes, eine Reform des Gesundheits- und Bildungssystems und eine Verfassungsreform.

## Reaktion der chilenischen Gesellschaft

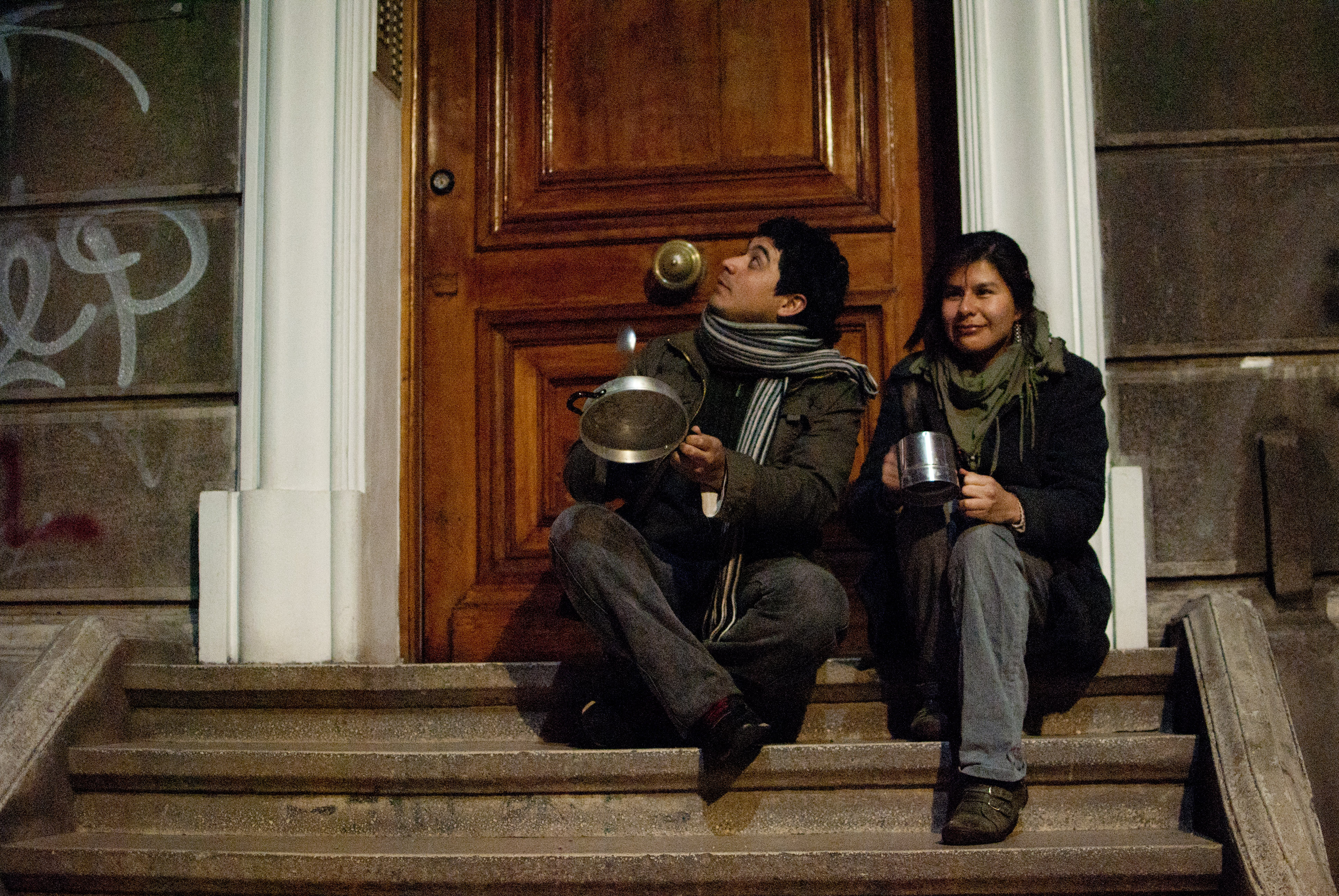
Chilenen beim cacerolazos am 4. August 2011

Nach Umfragen unterstütze ein Großteil der chilenischen Bevölkerung die Proteste. Viele solidarisierten sich mit den Studenten. Donnerstags ist der Tag an dem in Chile traditionell Demonstrationen stattfinden. Ab neun Uhr abends knüpften viele Chilenen an eine Protestform der Pinochet-Ära an und hielten das cacerolazos, das Töpfe- und Pfannenschlagen ab. Dies findet nicht nur auf der Straße, sondern auch aus offenen Fenstern heraus statt.

## Reaktion der Regierung

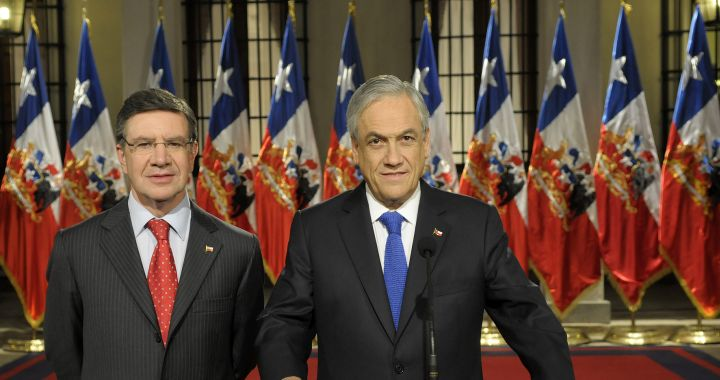
Präsident Sebastián Piñera kündigte mit dem ernannten Bildungsminister Joaquin Lavin, ein Paket an Änderungen an – das sogenannte „Gran Acuerdo Nacional de la Educación“ (dt. etwa Das große Abkommen zu Bildung)

Lange Zeit ignorierte der damalige Präsident Sebastián Piñera die Proteste, er verkündete noch im August 2011 öffentliche, gebührenfreie Bildung sei nichts anderes als ein „Attentat auf die Freiheit.“. Bereits im Juli musste der Bildungsminister Joaquín Lavín bei einer Kabinettsumbildung zurücktreten, weil ihm vorgeworfen wurde, er würde über seine Beteiligung an der privaten Universidad de Desarrollo vom derzeitigen Bildungssystem profitieren, weshalb er kaum an Reformen interessiert sein könne. Sein Nachfolger wurde der bisherige Justizminister Felipe Bulnes, Lavín wechselte an die Spitze des Planungsministeriums.
Als der Gewerkschaftsbund CUT im August 2011 zum Streik aufrief, wurde er von Seiten der Regierung und der Regierungsparteien im Vorfeld heftig attackiert. Der damalige Wirtschaftsminister Pablo Longueira bezeichnete den Streik als „unnütz und unnötig, er richte nur Schaden an“. Insbesondere Spitzen der rechten Unión Demócrata Independiente (Unabhängige Demokratische Union) stellten die Proteste als von einer Minderheit getragen dar und als „der Entwicklung des Landes abträglich“, der Streik würde sich gegen die Bürger und die arbeitenden Menschen richten. Am 30. August scheiterte die damalige Opposition im Parlament mit dem Versuch, Innenminister Hinzpeter wegen der Polizeieinsätze gegen Demonstranten in den Wochen davor zum Rücktritt zu zwingen. Ein entsprechender Antrag wurde in der Abgeordnetenkammer zurückgewiesen.
Im September 2011 kündigte die Regierung schließlich an, die Mittel für öffentliche Schulen und Universitäten um rund sieben Prozent zu erhöhen. Bei einem zweiten Treffen mit Bildungsminister Felipe Bulnes, in dem die Studentenführer ihre Kernforderung nach gebührenfreien Schulen und Universitäten durchsetzen wollten, kam es zu einem Abbruch der Verhandlungen. Die Regierung kündigte daraufhin an, dass protestierende Studenten ihre Studienplätze und Stipendien verlieren würden. Schließlich schlug die Regierung einen neuen Bildungsfonds vor. Im Dezember trat Bulnes als Bildungsminister zurück und wurde von Harald Beyer ersetzt. Wenngleich Bulnes seinen Rücktritt offiziell mit „persönlichen Gründen“ rechtfertigte, gehen Beobachter davon aus, dass er enttäuscht über die engen Grenzen war, die ihm die Regierung für die Verhandlungen mit den Studenten gesetzt hatte.

## Repressionen gegen Protestierende
Im Laufe des Aufstands verschärfte die Regierung die Repression gegen die Protestierenden. Sie zahlte im Oktober 2011 keine Stipendien an Studierende, die ihr Semester nicht bis zum nicht 7. Oktober 2011 abgeschlossen hatten. Damit „bestrafte“ sie all diejenigen, die sich am Protest beteiligten. Zu einer Kriminalisierung der Proteste trug ein langer Katalog von Rechtsverschärfungen bei. So will die konservative Regierung Besetzungen im Strafrecht als Straftatbestand mit Haftfolge festschreiben. Spontane Demonstrationen und Straßenblockaden sollen härter sanktioniert werden. Die Polizei soll künftig mehr Befugnisse bekommen und bisher bereits gängige Polizeipraxis soll legalisiert werden. Präsident Piñera erklärte in dem Zusammenhang im Oktober 2011: „Wer den Frieden des normalen Lebens der Bürger angreifen will oder das öffentliche oder private Eigentum, wird einer härteren, festeren Rechtsprechung begegnen, welche Strafen festsetzen wird, die denen von Straftaten entsprechen.“

## Rolle der Medien
Die Zeitungen und Radio- und Fernsehsender in Chile berichteten über die Proteste in unterschiedlicher Form. Die Studentenbewegung wies bei verschiedenen Gelegenheiten darauf hin, dass Mainstream-Medien des Landes voreingenommen über die Demonstrationen berichtet hätten. Der chilenische Verband der Nichtregierungsorganisationen beschwerte sich beim Aufsichtsgremium Consejo Nacional de Televisión über einen Bericht des Senders Kanal 13. Dieser stellte in seinem Bericht mit dem Titel „Die andere Seite der Märsche“ so dar, als ob er Übergriffe allein von den Studenten ausgegangen wären. Die Organisation sagte zu dem Bericht, er sei geeignet „die sozialen Bewegungen zu kriminalisieren [und würde] eine ernsthafte Verzerrung darstellen, die den Pluralismus, die Demokratie und sozialen Frieden untergräbt.“ Rund 200 Studierende besetzten im Sommer 2011 den Fernsehsender Chilevisión aus Protest gegen die einseitige Berichterstattung. Der frühere Universitätskanal, der von 2005 bis 2010 Piñera gehörte, gehört heute Time-Warner. Erst als eine Botschaft mit ihrem Anliegen ausgestrahlt worden war, verließen die 50 protestierenden Studenten den Sender wieder.

## Bewegung in Lateinamerika
Der Aufstand der chilenischen Studierenden breitete sich über ganz Lateinamerika aus. Im Dezember 2011 kam es zu Großdemonstrationen in fast allen Südamerikanischen Ländern für das Recht auf Bildung. Studierende fast aller Länder Lateinamerikas gingen im Dezember 2011 gleichzeitig auf die Straße. In Chile, Kolumbien, Peru, Argentinien, Ecuador, Brasilien, Mexiko, [Costa Rica], El Salvador, Honduras, Paraguay, Uruguay, Bolivien, Guatemala und Venezuela demonstrierten sie im Rahmen des „Lateinamerikanischen Marsches für die Bildung“ gegen die Privatisierung der Institutionen und für ein „Recht auf Bildung“. Aufgerufen zum lateinamerikanischen Marsch hatten studentische Organisationen in Kolumbien und Chile.

### Brasilien
In der Hauptstadt Brasiliens Brasília versammelten sich am 30. August 2011 rund 2500 Menschen vor dem Gebäude der Zentralbank, um eine Erhöhung der Ausgaben für Bildung zu fordern. Die Demonstranten riefen „Chile, Freund, Brasilien ist bei dir“ und leerten in einer symbolischen Aktion gegen Korruption einen mit Wasser gefüllten Tankwagen aus.
In São Paulo, der größten Stadt des Landes, blockierten im November 2011 mehr als 1000 Studierende der öffentlichen Universität USP die Hauptverkehrsstraße. Die USP gilt als die beste Universität Lateinamerikas. Soziale Gerechtigkeit im Bildungsbereich ist in Brasilien trotz des großen Angebots an kostenlosen und guten öffentlichen Universitäten nach Meinung vieler Studierender noch nicht erreicht. Die Ausbildung an staatlichen Schulen sei oft mangelhaft, die soziale Selektion begänne bereits im Kindesalter. Die meisten Studienanwärter bereiten sich in Kursen privater Anbieter auf die schwierigen Aufnahmeprüfungen an öffentlichen Universitäten vor. Beachtung fand in Lateinamerika, dass die vergleichsweise privilegierten brasilianischen Studierenden sich ebenfalls an dem Protest beteiligten.

### Costa Rica
In Costa Rica forderten die Studierenden 2011 vor allem, dass der Inhalt der Abkommen zwischen den Universitätsdirektoren und der Weltbank offengelegt wird.

### Mexiko
Mexikanische Studenten veröffentlichten ein solidarisches Video. Mexiko blickt auf jahrzehntelange Proteste gegen Studiengebühren zurück. Heute ist die Bildung an staatlichen Hochschulen in Mexiko weitgehend kostenlos.

### Kolumbien
Ab Oktober 2011 protestierten kolumbianischen Studierenden gegen die Bildungspolitik in ihrem Land und konnten am 16. November 2011 einen ersten Teilerfolg verbuchen: Die konservative Regierung hatte sich entschlossen, ein Gesetzesvorhaben zur Hochschulreform, das „Gesetz Nummer 30“ vorerst auszusetzen. Präsident Juan Manuel Santos wollte nach Einschätzung westlicher Medien nicht, dass es zu einer Situation wie in Chile kommen könnte.

## Reaktionen in Europa
Die Proteste der Studenten und Arbeiter in Chile wurde weltweit beachtet. In Deutschland solidarisierten sich die Gewerkschaften. 2012 waren auf Einladung deutscher Organisationen die Aktivisten Karol Cariola (JJCC) und Camila Vallejo (Studentenverband und JJCC) in Deutschland und berichteten von den Protesten. «Den Trend zur Privatisierung, mit Grundrechten wie dem auf Bildung Geld zu verdienen, gibt es auch in Europa», sagte Camila Vallejo in Frankfurt. Sie reisten durch verschiedene Länder Europas, um die Proteste der chilenischen Studenten für Reformen im Bildungssektor und die Vielfalt der daraus entstandene Protestbewegung bekannt zu machen.

## Nachwirkungen
Im Dezember 2011 flachten die Proteste der Studierenden ab. Jedoch zeigte sich immer wieder die angespannte soziale Lage in Chile auch noch im Jahr 2012. Im Süden des Landes formierte sich eine soziale Bewegung, die bessere Lebensqualität und niedrigere Kosten forderte. Im Februar 2012 mobilisierte diese Bewegung tausende von Demonstranten. Die Hafenstadt Aysén am gleichnamigen Fluss liegt 1640 Kilometer von der chilenischen Hauptstadt Santiago entfernt. Vom Rest des Landes weitgehend abgeschnitten, mangelt es den Menschen an einer grundlegenden Infrastruktur, an Bildungsangeboten und medizinischer Versorgung. Die Kosten für viele Güter sind außerordentlich hoch, weil die Lieferwege weit sind. In der Region Aysén im chilenischen Patagonien kam es am frühen Morgen des 22. Februar 2012 zu Straßenblockaden zwischen Puerto Aysén und Puerto Chacabuco. „Unsere Rechte werden mit Füßen getreten“ sagte der Vorsitzende der Vereinigung der Fischer von Puerto Aysén, Henry Angulo. Seit Jahrzehnten glänze der chilenische Staat mit Abwesenheit und die Menschen könnten die Preise für Grundnahrungsmittel, Energie, Benzin, Holz und andere Güter nicht bezahlen. Am 23. Februar ernannte die Regierung die in der Region umstrittene Gouverneurin Pilar Cuevas zur einzigen Gesprächspartnerin. Die Forderung der Demonstranten, direkt mit dem chilenischen Finanzminister Felipe Larraín zu verhandeln, wies dieser am 24. Februar als „unnötig“ zurück. im März 2012 weiteten sich die Straßenblockaden wieder aus und es drohten Versorgungsengpässe. Die Chile-Sektion von „Amnesty International“ informierte über Anzeigen von Opfern über Misshandlung und Engpässe bei der medizinischen Versorgung Verletzter.